# Индустриальный проспект
Индустриа́льный проспект — проспект в Санкт-Петербурге (жилой район Ржевка-Пороховые, исторический район Пороховые, нежилая зона Ржевка). Проходит от Хасанской улицы до Шафировского проспекта, являясь продолжением Российского проспекта через Российский путепровод. Входит в состав Центральной дуговой магистрали (ЦДМ). Пересекает реку Охту по Индустриальному мосту.

## История
6 декабря 1976 года новая магистраль, проходящая от Хасанской улицы до шоссе Революции, была названа Индустриальным проспектом в честь плана по индустриализации страны.
После постройки Индустриального путепровода через железнодорожные пути всеволожского направления (открыт 30 августа 2005 года) Индустриальный проспект был продлён до Шафировского проспекта.
14 декабря 2005 года Индустриальный проспект был соединён с Российским проспектом Российским путепроводом через железнодорожную линию Ладожский вокзал — Горы.

## Транспорт
Ближайшие к Индустриальному проспекту станции метро — «Проспект Большевиков» и «Ладожская» 4-й (Правобережной) линии.
На участке проспекта от Хасанской улицы до шоссе Революции существует линия троллейбусного сообщения (маршрут № 43). Также по проспекту проходит ряд автобусных маршрутов.
Ближайшие к Индустриальному проспекту железнодорожные станции — Ладожский вокзал и Заневский Пост.

## Пересечения

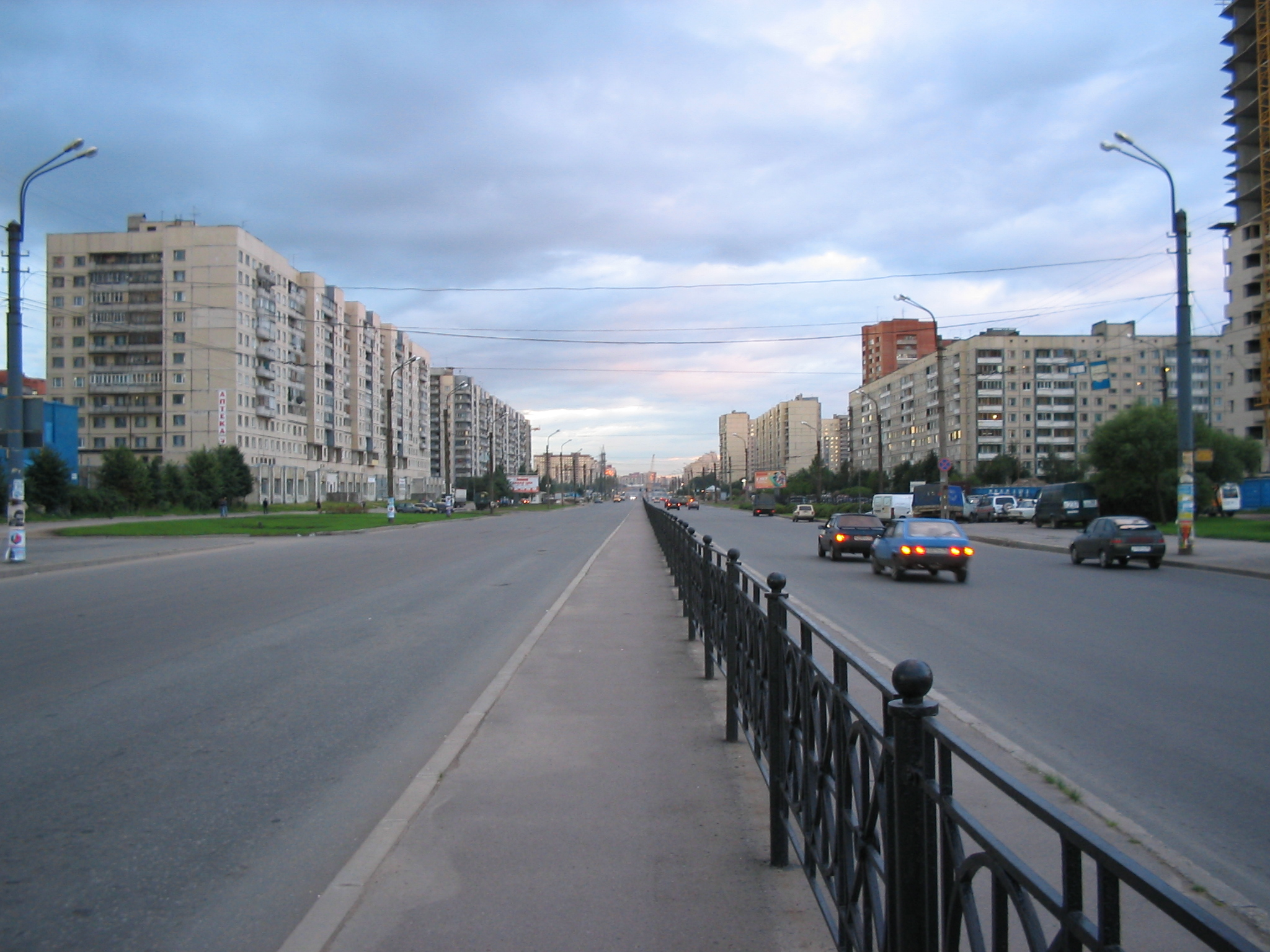
Вид на юг от проспекта Косыгина. 2005 год

- Хасанская улица / улица Передовиков
- Ленская улица (прямого выхода не имеет, въезд / выезд осуществляется через параллельно идущий проезд-дублёр («карман»))
- проспект Косыгина
- проспект Энтузиастов
- проспект Ударников
- Ириновский проспект
- шоссе Революции
- улица Электропультовцев
- Зыбинская улица
- проспект Маршала Блюхера
- Лапинский проспект
- Шафировский проспект (частичная развязка)

## Общественно значимые объекты
- школа № 147 — дом 10, корпус 2;

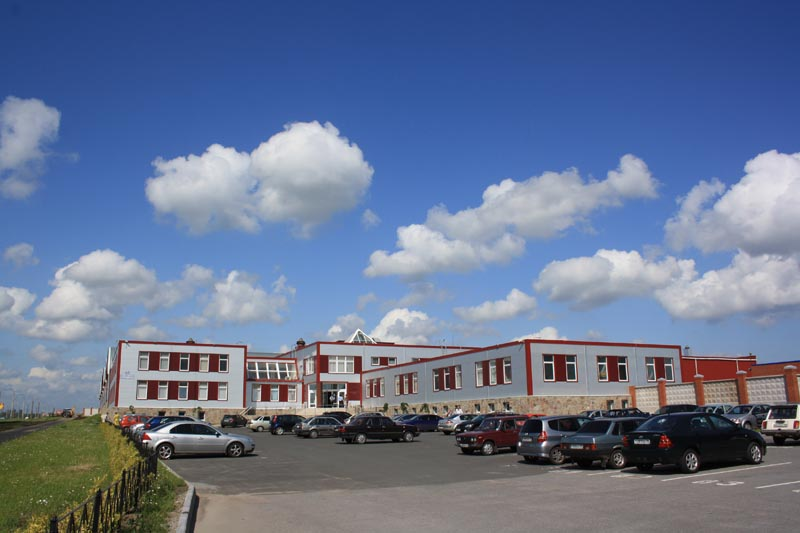
Вентиляционный завод «Лиссант»

- детский сад № 96 — дом 20, корпус 2;
- парк Малиновка (между проспектами Косыгина и Энтузиастов);
- торгово-развлекательный центр «Июнь» — дом 24;
- гипермаркет «О’кей» — дом 25;
- СПб ГБУ «Мостотрест» — дом 42;
- бизнес-центр «Охта-Хаус» — дом 44, корпус 2;
- вентиляционный завод «Лиссант» — дом 63;
- магазин строительных материалов «СатурнСтройМаркет» — дом 71;
- строительно-торговый центр «Петрович» — дом 73.

На углу Индустриального проспекта и Зыбинской улицы ведётся строительство автобусного (электробусного) парка СПб ГУП «Пассажиравтотранс».